# Планина Бештау
Бештау је изолована лаколитска планина са пет купола, највиша од 17 преосталих магматских планина Пјатигорја у кавкаским минералним водама у Русији. Надморска висина ове планине износи 1400 м. Налази се у близини града Пјатигорск (по руском изразу пјатигорје - област пет планина). Налази се у централном делу Пјатигорја.
Планина је регионални комплексни (пејзажни) споменик природе. Назив планине са турског је преведен као пет планина, од беш - пет и тау - планина.

## Геолошка структура
Релативно благо нагнут (7—8°) доњи део планине састављен је од палеогенских морских глина, ређе лапораца и алевта, а рашчлањен је радијалним системом дубоких јаруга. Почев од висине од 820 м, горњи део је интензивно рашчлањен стеновити масив бештаунита  површине око 3 km², са одвојеним блоковима кречњака и пешчара. Састоји се од главног врха - Бештау  - висине 1400 м и четири главна оструга са врховима који се радијално одвајају од њега (укупно седам оструга):
- Мали Бештау (1254 м)
- Козје стене (1167 м)
- Два брата (Лисиј Нос) (1124 м)
- Схагги (Схагги Курган, Зелени Мис) (1080 м)

Подножје стена и расцепа прошарано је обимним каменим сипиштима.  У седлу између Бештауа и Малог Бештауа сачуван је остатак покривача трагова вулканске активности.

## Минерали
Лермонтовско лежиште руде уранијума повезано је са упадом бештаунита, чији је развој извршило предузеће за рударство уранијума у граду Љермонтову. У саставу руда преовлађују оксиди и водени фосфати (лискун) уранијума. Мање уобичајени су титанијум-реткоземни минерал давидит који садржи уранијум и водени фосфат уранијума, церијума и калцијума који се налази само у Бештаулермонтовиту. Повезани минерали: кварц, калцедон, калцит, флуорит, датолит, пирит, лимонит.
Главно природно богатство планине - минералне воде  - чине два лежишта и производно место. На југозападној падини планине, у слојевима горње јуре-доње креде, формира се налазиште Бештаугорск, које садржи две врсте воде: врућу (65—75 °C) угљени хидрокарбонат-сулфат са високим садржајем силицијума и водоник сулфида, у близини Железноводска, и нискоугљенични сулфат-хидрокарбонат калцијум - натријум, са укупним задужењем од око 450 м³ дневно.
У испуцаним кречњацима горње креде на источној падини Бештауа истражено је Иноземцевско лежиште угљеничних сулфатно-хидрокарбонатних натријумских вода типа Железноводск са истраженим резервама од 360 м³ дневно.
У горњем делу планине, у испуцаној бештауници, екстрахују се хладне сулфатно-бикарбонатне калцијум радонске воде, које су укључене у производно подручје Бештаугорског, са резервама од око 300 м³ дневно.
Стеновити масив вршног конуса, централног дела Бештауа, састављен је од јаких кристалних стена. Воде се формирају у горњој зони главног купа, сврставају се у нискоминерализоване по садржају соли, али у подручјима где преовлађује гранит обогаћене су радоном, пошто радијум, при чијем распадању настаје радон, обично је више у гранитима него у другим стенама. Тамо где је пут воде дуж гранитног масива довољно дугачак, а стене су озбиљно уништене, концентрација радона у води може да достигне 100 јединица Маха. Пјатигорска радонска клиника ради на водама са концентрацијом од 50 Мах јединица (у лековитим водама које се користе за купање радон треба да буде најмање 14 Мах јединица, под условом да не захтевају загревање, при чему део радон се губи).
Неке од опруга су побољшане. Минералне воде Бештауа су укључене у ресурсни потенцијал одмаралишта Јесентуки и Железноводск. Радонском водом се снабдевају болнице у Пјатигорску минералним цевоводом.

## Флора и фауна
На Бештау је очувана острвска биогеоценоза са висинском зоналношћу. До висине од 1100 м, падине су прекривене шумом букве-храст-јасен-граб, која чини главни део шуме Бештаугор, коју чини више од 60 врста дрвећа и жбуња. Плантажа оријенталне букве која се налази у њему заузима 177 хектара. У субалпској зони, широколисну шуму замењује кривудава шума са хладно отпорном брадавичастом брезом и кавкаским планинским пепелом. Изнад је зона степских субалпских ливада, формирајући чистину од 461 хектара на главном врху. На њему се налазе представници типичне субалпске ливадске флоре - љупки першун, Вилхелмов митник, жути рододендрон.
Међу ендемима планине познати су листови мака, који се одликују веома великим цветовима. Шума је богата печуркама, углавном ламеларним (нарочито шампињони, лисичарке, печурке, млечне печурке, кишобране). Фауна планине је такође разнолика: дивље свиње, птице грабљивице, фазани, зечеви, лисице.